# Indusiella thianschanica
Indusiella thianschanica là một loài Rêu trong họ Grimmiaceae. Loài này được Broth. & Müll. Hal. mô tả khoa học đầu tiên năm 1898.